# 莘奉金高速公路
莘奉金高速公路，是上海市的一条高速公路，原编号为A4公路，其中亭卫枢纽至沪浙界为沈海高速公路的一部分，莘庄枢纽至亭卫枢纽为沪金高速公路，起点位于莘庄枢纽，终点位于沪浙界，与浙江省杭浦高速公路相接，全长54.8公里，于2002年12月27日通车，延伸段全长1.3公里，于2008年1月28日通车。

## 历史

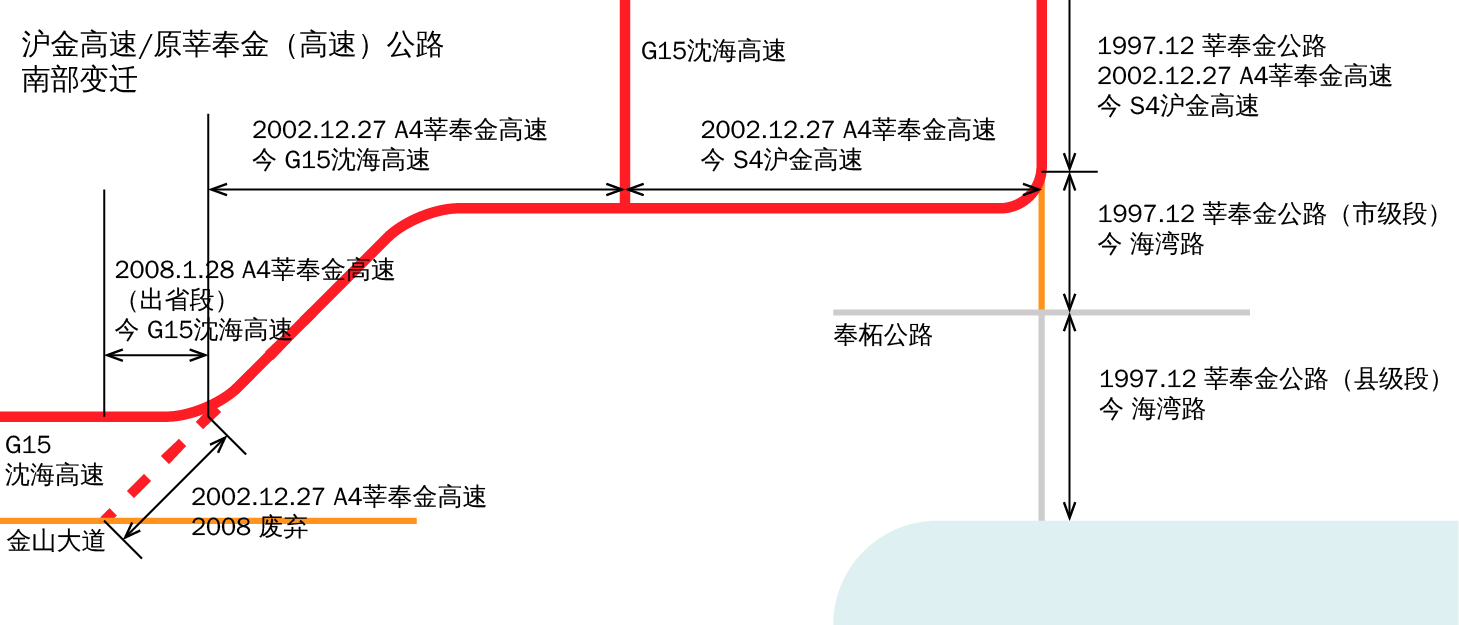
莘奉金（高速）公路南段的道路命名发生过多次变动

莘奉金高速公路多数路段的前身是市级干线公路莘奉金公路，最初按一级公路标准建设，北起莘庄、南至大亭公路（今上海绕城高速的一段）。1994年3月18日，奉浦大桥先行动工；1995年5月25日，莘奉金公路其余地面道路全线开工，同年10月26日全面建成。大亭公路以北路段建成后，经奉贤县争取，市级同意以一级公路标准继续向南延伸至奉柘公路，奉贤县再以三级公路继续延伸至海边，于1996年下半年动工，1997年12月全线贯通。其中，奉柘公路至海边路段并未纳入今S4高速公路。
2000年11月25日，莘奉金高速公路和沪青平高速公路举办开工仪式，副市长韩正宣布工程开工。莘奉金高速公路全线分为三段，其中奉浦大桥以北的北段已于1995年按双向六车道建设到位，此次工程中仅加铺一层沥青并将各平交路口改为立交；奉浦大桥至奉柘公路南段于1995年仅建设半幅，此次工程中已建半幅加铺沥青并续建剩余半幅形成双向四车道；为改善金山石化总厂交通，在奉柘公路转向西新建西段双向四车道至沪杭公路省界:252。奉浦大桥东半幅虽已批可行性研究报告，但交通分析认为双向四车道老桥可沿用至2025年，故此次未作改动，纳入高速公路后不设应急车道且限速；又为奉浦大桥东桥引桥建设方便，取消原西闸公路横向跨线桥，西闸公路在东桥建设前长期不贯通。2002年12月27日，莘奉金高速公路全线通车。
2003年7月，莘奉金高速公路通车6个月后，因浙江方向新建高速公路对接需要，上海方面“从沪浙交通一体化大局出发”，决定废弃省界附近约2公里路段，重新建设新线与浙江方面对接。2008年1月28日，新建省界衔接段随浙江杭浦高速公路一同通车。此接线段现为G15沈海高速的一部分。
2009年，交通运输部对全国高速公路网施行统一编号，莘奉金高速公路亭卫立交以西划入G15沈海高速，其余路段命名为S4沪金高速。

## 互通枢纽及服务设施列表
| 地区                                                                                         | 里程 | 类型                              | 名称                 | 连接                                            | 说明                                                    |
| 路段                                                                                         | 路段 | 路段                              | 路段                 | 路段                                            | 路段                                                    |
| -------------------------------------------------------------------------------------------- | ---- | --------------------------------- | -------------------- | ----------------------------------------------- | ------------------------------------------------------- |
| 上海市 闵行区                                                                                |      | 枢纽 · 出入口                     | 莘庄                 | 沪昆高速 外环高速 沪闵高架路 沪闵路（ 320国道） |                                                         |
| 上海市 闵行区                                                                                |      | 出入口                            | 莘朱路               | 莘朱路                                          | 限莘庄枢纽方向入、沪浙界方向出，入口不可前往S20内圈方向 |
| 上海市 闵行区                                                                                |      | 出入口                            | 春申路               | 春申路                                          |                                                         |
| 上海市 闵行区                                                                                |      | 出入口                            | 银都路               | 银都路                                          | 限莘庄枢纽方向入，沪浙界方向出                          |
| 上海市 闵行区                                                                                |      | 出入口                            | 金都路               | 金都路                                          |                                                         |
| 上海市 闵行区                                                                                |      | 停车场 · 加油设施 · 修车站 · 餐厅 | 颛桥                 | 颛桥                                            |                                                         |
| 上海市 闵行区                                                                                |      | 主线收费站                        | 颛桥                 | 颛桥                                            |                                                         |
| 上海市 闵行区                                                                                |      | 枢纽                              | 申嘉湖沪金           | 申嘉湖高速                                      |                                                         |
| 上海市 闵行区                                                                                |      | 出入口                            | 剑川路               | 剑川路                                          |                                                         |
| 上海市 闵行区                                                                                |      | 河流 · 桥梁                       | 奉浦大桥             | 奉浦大桥                                        |                                                         |
| 上海市 奉贤区                                                                                |      | 出入口                            | 西闸公路             | 西闸公路                                        | 限莘庄枢纽方向入，沪浙界方向出                          |
| 上海市 奉贤区                                                                                |      | 出入口                            | 大叶公路             | 大叶公路（ 324省道）                            |                                                         |
| 上海市 奉贤区                                                                                |      | 出入口                            | 南桥                 | 年丰路 望园南路 远东路 南桥运河北路 泽丰路      |                                                         |
| 上海市 奉贤区                                                                                |      | 枢纽                              | 郊环沪金             | 上海绕城高速                                    |                                                         |
| 上海市 奉贤区                                                                                |      | 出入口                            | 海湾路               | 海湾路                                          |                                                         |
| 上海市 奉贤区                                                                                |      | 出入口                            | 上海化学工业区（东） | 目华北路 港漕公路（ 228国道）                   | 限莘庄枢纽方向入，沪浙界方向出                          |
| 上海市 金山区                                                                                |      | 出入口                            | 庄胡公路             | 庄胡公路                                        | 位于奉贤区和金山区交界                                  |
| 路段                                                                                         |      |                                   |                      |                                                 |                                                         |
| 上海市 金山区                                                                                |      | 枢纽                              | 亭卫                 | 沈海高速                                        |                                                         |
| 上海市 金山区                                                                                |      | 出入口                            | 亭卫公路             | 亭卫公路（ 209省道）                            |                                                         |
| 上海市 金山区                                                                                |      | 出入口                            | 金山新城             | 杭州湾大道（ 124省道）                          |                                                         |
| 上海市 金山区                                                                                |      | 枢纽 · 出入口                     | 金山卫               | 新卫高速 新卫公路 金瓯路 龙航路                 |                                                         |
| 上海市 金山区                                                                                |      | 主线出入口 · 出入口               |                      | 沪杭公路                                        | 因接线需要废弃                                          |
| 上海市 金山区                                                                                |      | 停车场 · 加油设施 · 修车站 · 餐厅 | 沪浙                 | 沪浙                                            |                                                         |
| 沪浙界                                                                                       |      | 地界                              | 沪浙界               | 杭浦高速                                        |                                                         |
| 1.000 英里 = 1.609 千米；1.000 千米 = 0.621 英里 并行路段 • 已关闭／取消 • 限制进入 • 未开放 |      |                                   |                      |                                                 |                                                         |

## 问题
根据上海市公路管理处2006年底的自查，莘奉金高速公路建设工程中存在个别工程项目未招标而直接指定建设单位的情况，违反《中华人民共和国招标投标法》相关规定。